# Cyanopepla micans
Cyanopepla micans är en fjärilsart som beskrevs av Herrich-Schäffer 1854. Cyanopepla micans ingår i släktet Cyanopepla och familjen björnspinnare. Inga underarter finns listade i Catalogue of Life.